# Одрі Азулай
Одре́ Азуле́ (4 серпня 1972, Ла-Сель-Сен-Клу) — французький політичний і державний діяч, міністр культури і зв'язку Франції в 2016—2017, Генеральний директор ЮНЕСКО (з 13 жовтня 2017, обрана строком на чотири роки).
10 листопада 2017 її кандидатура буде представлена на затвердження Генеральної конференції 195 держав-членів ЮНЕСКО.

## Біографія

### Дитинство і родина
Одрі Азулай народилася в Парижі в родині марокканських євреїв з Eс-Сувейра. Її батько — журналіст, банкір і політичний діяч Андре Азулай був радником королів Марокко Хасана II з 1991 року, а потім Мохаммеда VI.
Вони виховують сина і доньку разом з чоловіком Франсуа-Ксав'єром Лабрареком — вчителем і консультантом.

### Навчання
Одрі Азулай отримала ступінь магістра наук з управління в Університеті Парижа IX (1994) та магістра ділового адміністрування (MBA) в Університеті Ланкастера (Велика Британія). Вона працювала під час навчання в банку.
Вона також була студентом Інституту політичних досліджень (1996), де познайомилася зі своїм майбутнім чоловіком. Потім навчалась у Національній школі адміністрації (ENA) у 2000 році.

### Активність і позиціонування
О.Азулай згадувала, що брала участь у демонстраціях проти законопроекту Деваке в 1986 році, проти плану Жюппе 1995 року та проти присутності Жан-Марі Ле Пена в другому турі президентських виборів 2002 року. Вона також брала участь у антифашизмі в середній школі.

### Високопоставлений чиновник у сфері засобів масової інформації (2000—2014рр.)
Після закінчення Національної школи адміністрації (ENA) в 2000 році, Одрі Азулай була призначена цивільним адміністратором в секретаріаті уряду.
З квітня 2000 по липень 2003 року вона займала посаду заступника, а потім керівника Управління державного аудіовізуального сектора, відповідального за стратегію та фінансування галузевих організацій в Управлінні розвитку медіа (MDD, ЗМІ та галузі культури). У той же час, вона здійснює місію експертів з питань ЗМІ для Європейської Комісії в рамках програми підготовки до вступу. З 2003 року вона є менеджером конференції з медіа-стратегії та фінансування аудіовізуального та кіномистецтва на IEP у Парижі. З вересня 2003 по лютий 2006 року вона є доповідачем у регіональній Рахунковій палаті Іль-де-Франс та Комітеті розслідування стосовно вартості та ефективності публічних послуг.
Вона увійшла до Національного центру кіно та анімаційних зображень (CNC) у лютому 2006 року як заступник директора аудіовізуального права. У травні 2007 року вона була призначена директором з фінансів та правових питань АКСБ. Президент CNC Ерік Гарандо (Éric Garandeau) призначив її заступником генерального директора в 2011 році, відповідального, зокрема, за аудиовізуальний та цифровий сектор.
У 2006 прем'єр-міністр Домінік де Вільпен пропонує їй увійти до свого кабінету, але вона вважає за краще продовжити свою кар'єру в кінобізнесі.
На початку свого президентського терміну Франсуа Олланд неодноразово рекомендував її міністру культури Аурелі Філіппетті, як кандидатуру для призначення.

### Діяльність в органах виконавчої влади під головуванням Франсуа Олланда (2014—2017рр.)
З 2014 по 2016 роки О.Азулай працювала радником президента Французької Республіки Франсуа Олланда, займаючись питаннями культури і комунікації. Також в цей час консультувала міністра культури у другому уряді Мануеля Вальса та Бернарда Казеньову.

#### Міністр культури (2016—2017)

##### Призначення

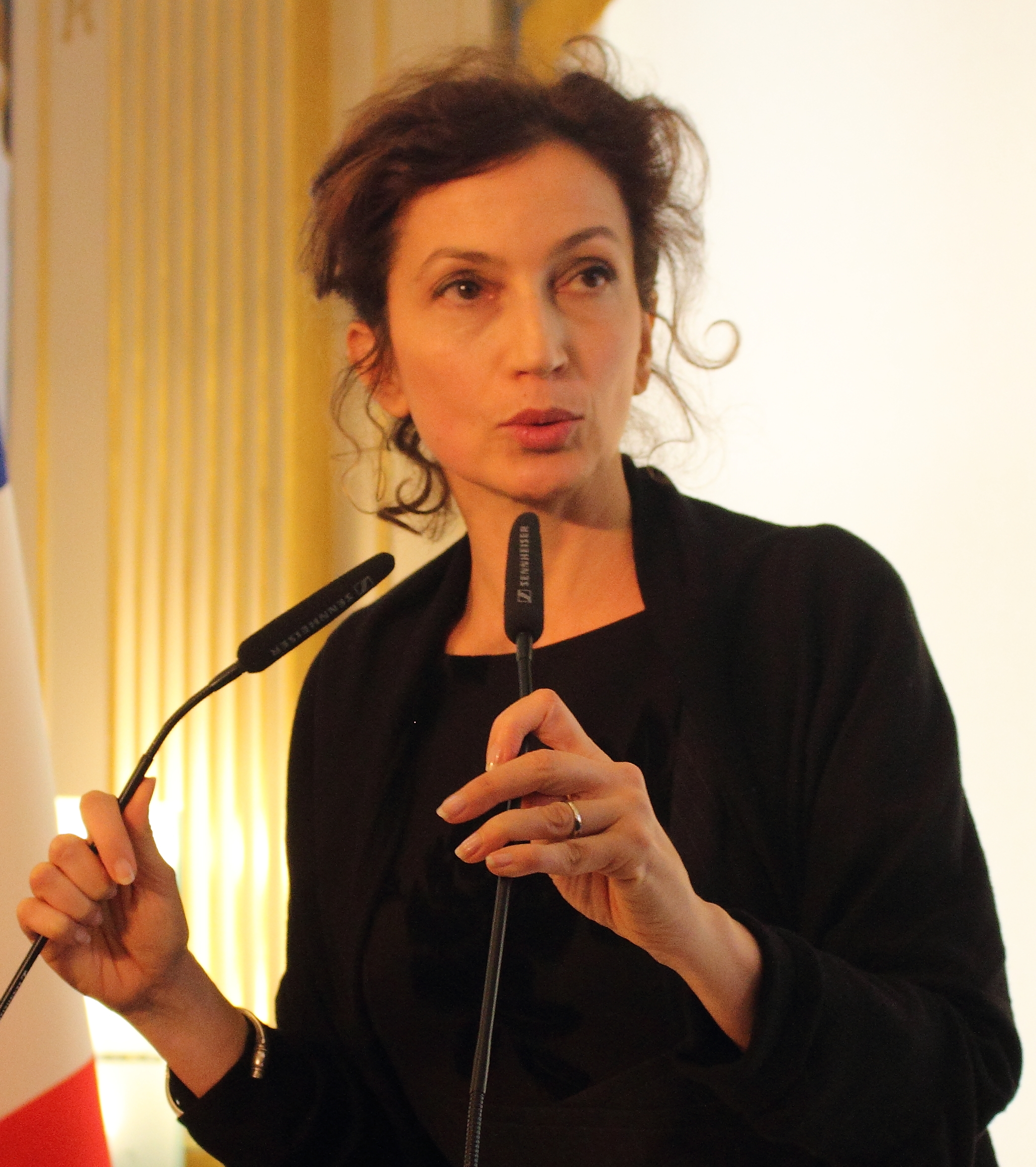
Одрі Азулай під час призначення міністром культури в 2016

Одрі Азулай була призначена міністром культури в уряді Мануеля Вальса при реорганізації міністерств 11 лютого 2016 замінивши Флера Пеллерена. Вона стала третьою особою, що зайняла цю посаду під головуванням Франсуа Олланда після Орелі Філіппетті і Флера Пеллерін і першою людиною, яка прийшла від Єлисейського палацу  до уряду П'ятої Республіки.
Після свого призначення, деякі спостерігачі порівнювали її з Еммануелем Макроном з кількох причин: вони обидва прийшли з Єлисейського палацу в уряд і ніколи не були обрані, не будучи членом Соціалістичної партії.
Ставши міністром, несподівано для всіх в останній час президентства Франсуа Олланда, в той час як президентська кампанія займає дійсності, і що їй не вистачає популярності, вона повинна насамперед забезпечувати їх реалізацію політики обох своїх попередників Орелі Філіппетті та Флер Пеллерин.

##### Робота міністром

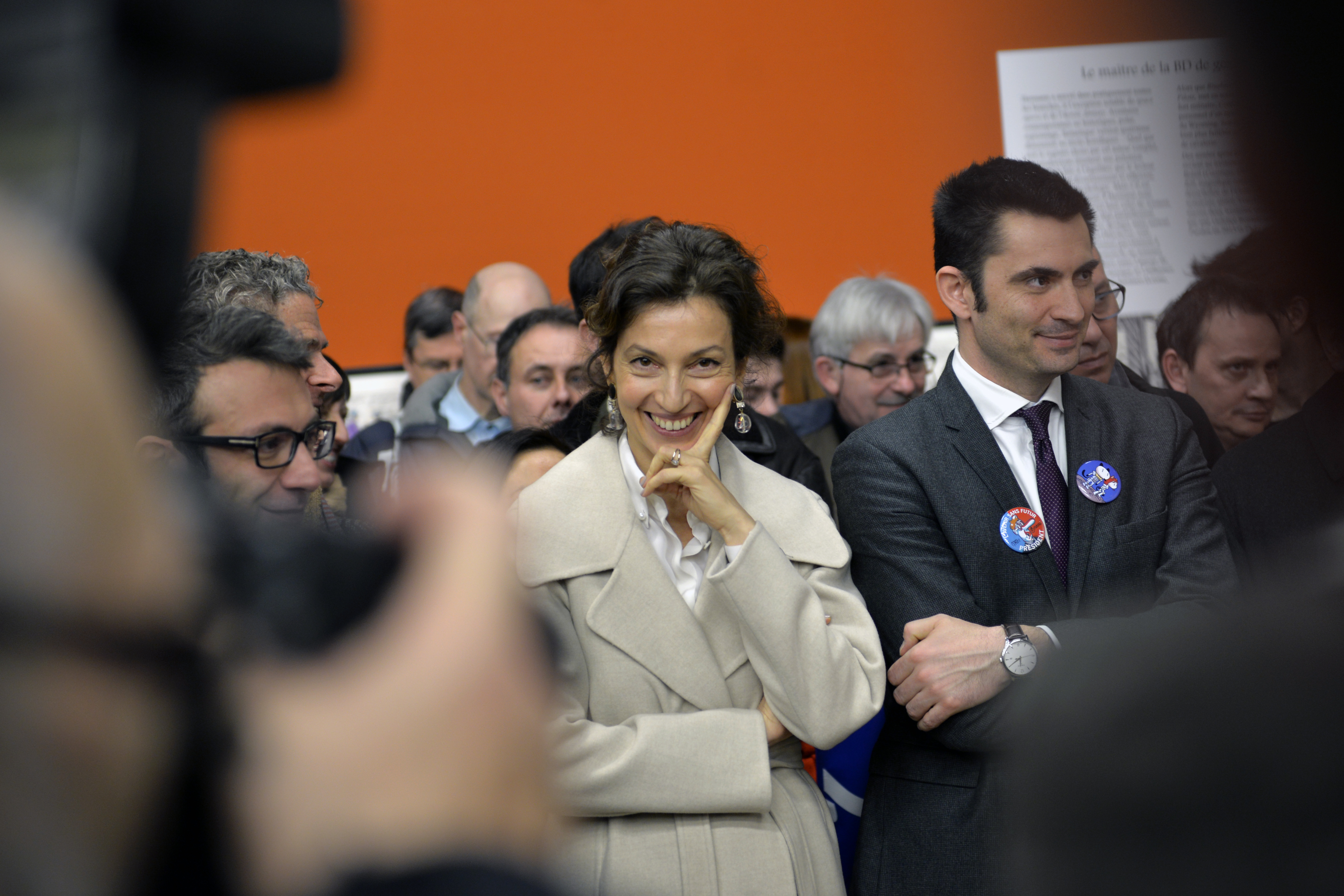
Одрі Азулай на Фестивалі в Ангулемі в 2017

Одрі Азулуй була директором кабінету Фрідеріка Леніца, колишнього генерального директора Консульства Сурієра де Ау'візуеля (CSA) та магістра заявки державної Ради і Марі-Амелі Келлер, яка раніше займала цю посаду за Флер Пеллерін, а потім Нолвенн Де Каденет, який 12 квітня 2016 року був призначений директором з адміністративних, фінансових та інформаційних систем CSA.

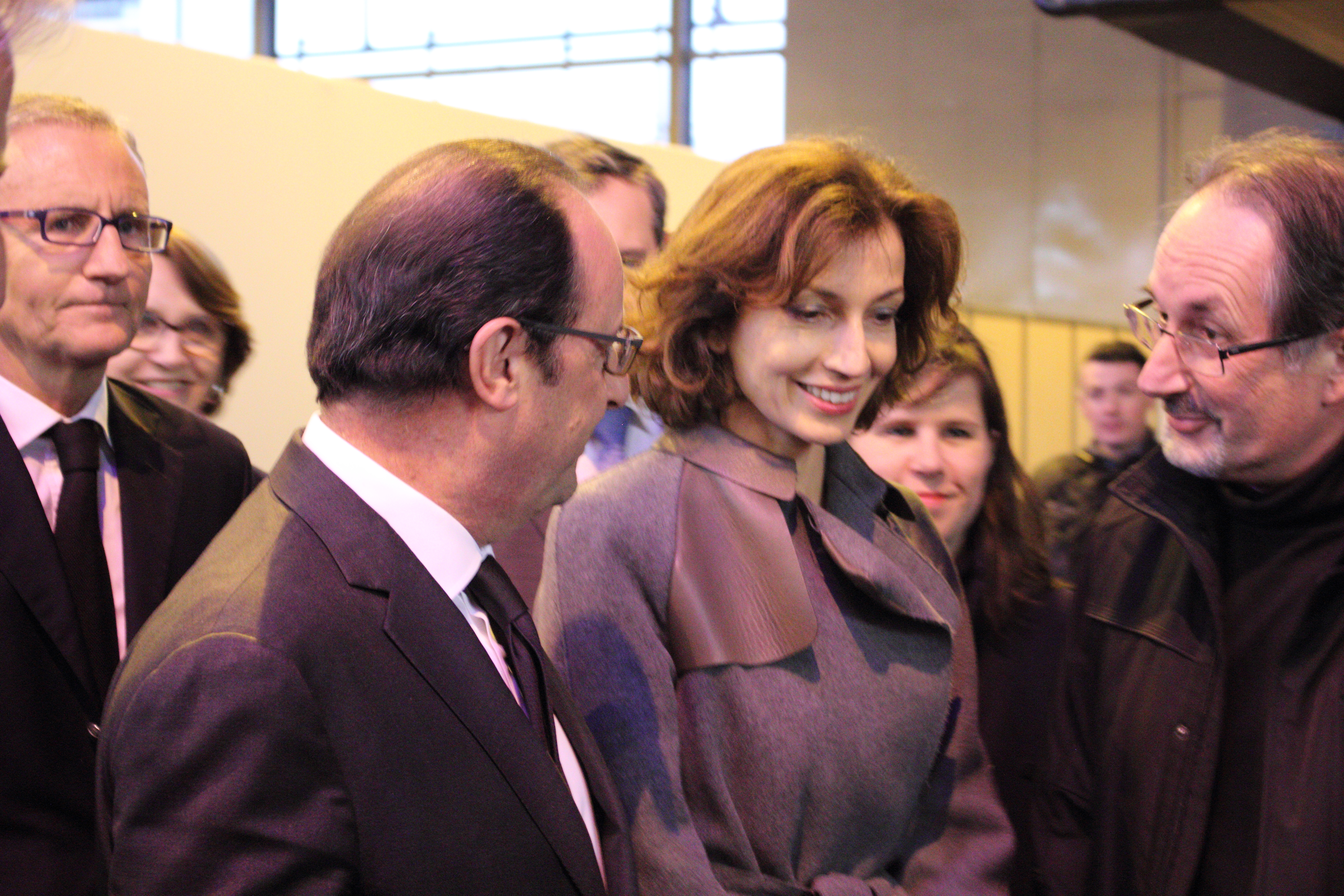
Франсуа Олланд і Одрі Азулай в березні 2016

### Генеральний директор ЮНЕСКО

#### Заявка
Наприкінці свого президентського терміну Франсуа Олланд пропонує кандидатуру Одрі Азулай на посаду генерального директора ЮНЕСКО. За словами Жоржа Мальбруно, «ця кандидата на останню хвилину викликає найбільші застереження багатьох арабських дипломатів у Парижі». Адже, чотири високопоставлені представники арабського світу воліли бачити на цій посаді восьмох кандидатів. Сенатор Джоелле Гарріуд-Майлам (LR), представник сенату Французької національної комісії ЮНЕСКО, засудив «образу арабських країн, які так і не отримали таку посаду в ЮНЕСКО…» Вона також свідчила, що «традиційно така справа, що країна, яка має привілей розміщувати місце міжнародної установи, не шукає собі посади президента або генерального директора»
Одрі Азулуй відповіла, що «розмови про те, що кандидатура Франції є образою, особливо якщо ви є обраним представником Республіки», і підкреслює, що в Китаї, Вірменії та Азербайджані також є свої кандидати.
Вона також вважає, що кандидатура Франції легітимна для її спроможності знову зробити ЮНЕСКО «місцем діалогу» та її легітимністю «на культуру, освіту та науку». Вона пояснила, що її кандидатура була погоджена в «останній момент» в умовах подвійної відсутності «єдиного кандидата арабських країн» та «іншої європейської кандидатури». Це виправдовується «узгодженістю між місією в ЮНЕСКО та роботою, яку я виконала тут на вулиці де-Валуа, а з іншого — мою особисту історію, яка змушує мене мати глибокі зв'язки з обох сторін Середземномор'я».
Одрі Азулай разом з китайським кандидатом Цюань Таном (який був у ЮНЕСКО з 1993 року, а з 2010 року працював заступником директора з питань освіти в рамках організації). Для «Ле Темпс» це «важлива специфіка, з урахуванням бюджетної проблеми, пов'язаної з виведенням 22 % з Сполучених Штатів у 2011 році на знак протесту проти прийняття Палестини членом ЮНЕСКО.
Не дивлячись на те, що Еммануель Макрон висловив Одрі Азулай підтримку після його обрання на пост президента Республіки, новий міністр закордонних справ Жан-Ів Ле Дріан подає петицію, підписану близько 50 відомих діячів арабської культури, закликаючи до „перегляду цієї кандидатури“.
Голова Інституту арабського світу Джек Ленгу в листі Одрі Азулай різко розкритикував міністра культури.

#### Вибори
Попри низькі шанси  бути обраною, Одрі Азулай вдається зайняти друге місце в першому турі виборів, випередивши кандидатів від Єгипту Мусіра Хаттаба та від Катару Хамада бін Абдельазіза аль-Каварі. За даними щоденного Egypt Today, єгипетські парламентарі вимагали проведення розслідування фінансового лобіювання Катару, особливо серед африканських країн.
У четвертому раунді голосування 58 членів Виконавчої ради оголошують, що один з двох фіналістів, Хамад бін Абдельазіз аль Каварі з Катару отримує 22 голоси. Одрі Азулай і Мусіра Хаттаб проходять на друге місце з 18 голосами.
Останній відмовляється від участі у виборах, що робить Одрі Азулай єдиним другим кандидатом. До того ж, міністр закордонних Справ Єгипту, закликає голосувати за неї.
Вона була обрана в ході п'ятого і останнього раунду голосування 58 членів виконавчого Ради з більшістю 30 голосів проти 28 за кандидатуру Хамад бін Абдельазіз аль Каварі від Кватару.
Остаточний вибір буде здійснений на Генеральній конференції 195 держав-членів ЮНЕСКО 10 листопада 2017 року.  

#### Стратегічне бачення
Одрі Азулуй очолює цю інституцію, ослаблену економічними та дипломатичними труднощами. Дійсно, Сполучені Штати Америки за якими слідує Ізраїль, оголосили, що під час процедури виборів вони виходять з ЮНЕСКО. Це рішення стане чинним наприкінці 2018 року.
З цього приводу Одрі Азулай зазначила у своїй першій промові після її обрання: „В умовах кризи ми повинні більш ніж коли-небудь об'єднатись, прагнути зміцнити [ЮНЕСКО], не залишаючи організацію“, а також перше, що необхідно буде зробити, щоб відновити авторитет організації та довіру держав-членів.
У своїй заяві вона пропонує орієнтувати діяльність ЮНЕСКО на „освіту як засіб розвитку та гендерної рівності“ та, зокрема, на доступ до освіти для дівчаток, включивши установу, як „ключового гравця в галузі сталого розвитку“.

## Звання
- Командор Ордена мистецтв і літератури[38].

## Публікації
- Audrey Azoulay, » Audrey Azoulay ", dans Collectif, Qu'est-ce que la gauche ?, Fayard, 2017 (lire en ligne)